# Гаагская консерватория
Гаагская консерватория, Королевская консерватория (нидерл. Koninklijk Conservatorium Den Haag) — нидерландская консерватория, расположенная в Гааге.
Основана в 1826 году указом короля Виллема I.
Консерватория Гааги особенно известна своим отделением ранней музыки — одним из основных мировых центров обучения историческому исполнительству. На этом отделении учится около 180 студентов из 35 стран мира.

## Директора консерватории
- Иоганн Генрих Любек (1826—1865)
- Виллем Николаи (1865—1896)
- Генри Виотта (1896—1919)
- Йохан Вагенар (1919—1937)
- Сем Дресден (1937—1941)
- Хенк Бадингс (1941—1945)
- Сем Дресден (1945—1949)
- Кеес ван Барен (1957—1970)
- Ян ван Флейман (1970—1985)
- Франс де Рёйтер (1985—2006)
- Вим Вос (2006—2008)
- Хенк ван дер Мёлен (с 2008 г.)

## Известные педагоги
- Конрад Бёмер
- Косье Вейзенбек
- Давина ван Вели
- Жанин Дакоста
- Зоран Дукич
- Бартольд Кёйкен
- Сигисвальд Кёйкен
- Рейнберт де Леу
- Джеффри Дуглас Мэдж
- Тео Олоф
- Петер Кой

## Известные выпускники
- Мишель ван дер Аа
- Луи Андриссен
- Давид Брукман
- Рейнберт де Леу
- Барт ван Оорт
- Лоуренс Ренес
- Фридерике Саэйс
- Янин Янсен
- Бенедек Чалог